# Ёрдановка
Ёрдановка (укр. Йорданівка; до 2024 года — Иордановка) — село в Шегининской сельской общине Яворовского района Львовской области Украины.
Население по переписи 2001 года составляло 184 человека. Занимает площадь 0,392 км². Почтовый индекс — 81355. Телефонный код — 3234.